# التلاغمة
التلاغمة أو تلاغمة، إحدى بلديات ولاية ميلة الجزائرية، وعاصمة دائرة التلاغمة.

## طابعها الفلاحي
البلدية تتميز بطابعها الفلاحي والسياحي. فهي تملك 9000 هكتار من الأراضي المروية و10 حمامات صحية بمنطقة أولاد جالي.

## الموقع الجغرافي
التلاغمة من أكبر البلديات في الجزائر وأعرقها تابعة لولاية ميلة، تقع على بعد 37 كلم من قسنطينة إلى الجنوب الغربي و67 كلم عن ولاية ميلة إلى الجنوب الشرقي، تتبع إداريا لولاية ميلة منذ التقسيم الإداري الأخير سنة 1984. صنفت كبلدية سنة 1958 وكدائرة سنة 1991 يحدها من الشرق بلدية أولاد حملة (دائرة عين مليلة ولاية ام البواقي)، من الغرب بلدية شلغوم العيد، من الجنوب بلدية المشيرة، ومن الشمال بلدية واد سقان .يعبرها الطريق الوطني رقم 100 الرابط بين ولاية ام البواقي وولاية ميلة، والطريق الوطني رقم 5أ (5A) المرتبط بالطريق الوطني رقم 5 والطريق السريع شرق غرب عند محول وادي العثمانية.

## المسافة
بعض المسافات عن المدن المجاورة.
- قسنطينة: 37 كلم
- بلدية ميلة: 67 كلم
- شلغوم العيد: 33 كلم
- عين مليلة: 22 كلم
- وادي سقان: 7 كلم
- المشيرة: 15 كلم
- وادي العثمانية: 22 كلم

## نبذة تاريخية
تكونت نواة هذه المنطقة منذ ما يزيد عن 800 سنة (8 قرن)،وهي منطقة مضيافة منذ القدم ولا تضيق ذرعا بالغرباء، حيث هاجر إليها المدعو أحمد بن تميمونت تاركا وطنه الاصلي في الساقية الحمراء وهو شخصية روحية وذلك في شعبان سنة 599 هـ/1203 م، والذي استوطن المكان المسمى عين سقان (عين قيبير)الموجودة في حي الواد وبانضمام السكان المحليين اليه وهم الأمازيغ من عشيرة زناتة[ ؟ ] و هوارة وكذلك بنو سليم والدواودة وأولاد حملة ، و بعض الفرق من عشائر قبائلية استوطنها الاحتلال الفرنسي وظروف أخرى عشائر التلاغمة لم يبرز اسمها مع بايات قسنطينة الأولون بل ظهر وفقط بزمن حكم أحمد باي[ ؟ ] زمن الاتراك، وفي التصدي للحملتين الشهيرتين للفرنسيين لاحتلال قسنطينة. وفي العهد الفرنسي لم تكن الزاوية الحملاية قدانشئت بعد والزاوية الوحيدة بمنطقتها هي زاوية بن يحي بلدية المشيرة حاليا . و القول بأنها تحولت إلى مقر أو معسكر لا صحة به فالذي يقطن بـ بلدية التلاغمة يعرف ذلك أما دورها في تحفيظ القرآن فله أسبابه و عبد الحميد بن باديس و جمعيته تعرف ذلك وإن كانت معسكر لجيش التحرير فقول مبالغ فيه بكثير . بهذه المنطقة كانت الطرقية ضاربة بأطنابها وليس هذا سر على كل نبيه فطن .
السكان كان أول تجمع لهم بـ زاوية بن يحي و ما جاورها وهذا أمر تحدث فيه المؤرخ ابن خلدون و ذكر أسبابه . ثم أن هناك تغيرات اجتماعية وسيكولوجية فرضها واقع المنطقة وقربها من مقر بايلك الشرق قسنطينة و من أراد استزادة فليعود لـ مقتطفات من المجتمع الأثري لقسنطينة الموجود بـ متحف قسنطينة .
ثم أن الأتراك عمدوا إلى خلق مناطق تكون لهم حاميات إلى الخارج من مقر بايلك قسنطينة و نفس الشيء قامت به فرنسا لتضمن تواجدها بـ عشائر المخزن و هذا ما تحقق لها .
و عشائر التلاغمة باتت محصورة في أربع لكثرة المنتمين اليها منها عشيرة أولاد نزار و عشيرة المرازقة و عشيرة الزعابة و عشيرة أولاد براهم .. و هناكعشائر لها شهرتها الا أن عدد المنتمين لها ليسوا على كثرة عدد إذ لا يتجاوزون الألف أو الألفين مثل أولاد جالي وأولاد بغور و غيرهم

## أصل التسمية
يعود أصل تسمية التلاغمة بهذا الاسم بعد ظهور شخصية أحمد بن تميمونت في المنطقة سنة 599 هـ، حيث أن السكان الأصليين كانوا يشيرون إليه بلغتهم الأمازيغية باسم أيت تلغمت أي أصحاب الناقة. ومع مرور الوقت تحولت هذه التسمية ألى تلاغمة واطلقت على كل سكان المنطقة.
إضافة إلي ما ذكر يمكن القول بان اصل التسمية بالشاوية (تالة ألغمت) وتعني عين الجمل.

## السكان
يقدر عدد سكان التلاغمة بـ 48028 نسمة (إحصائيات أفريل 2008) موزعين على عدة أحياء:
- وسط المدينة
- حي الواد
- حي أولاد صالح
- حي النسيم
- حي أولاد إسماعيل
- حي الزمالة

1. ↑  "تنائج إحصاء 2008 الخاصة بولاية ميلة" (PDF). مؤرشف من الأصل (PDF) في 2018-07-23.
2. ↑  GeoNames (بالإنجليزية), 2005, QID:Q830106